# Onthophagus basilewskyi
Onthophagus basilewskyi är en skalbaggsart som beskrevs av Frey 1961. Onthophagus basilewskyi ingår i släktet Onthophagus och familjen bladhorningar. Inga underarter finns listade i Catalogue of Life.